# Zawody narciarskie w Odnes (Fluberg)
Zawody narciarskie w Odnes (Flubergrennet) – zawody w skokach narciarskich organizowane w latach 1968-1979 na norweskiej skoczni Flubergbakken zlokalizowane pomiędzy Fluberg i Odnes.
| Edycja     | Organizator | 1 miejsce      | 2 miejsce                  | 3 miejsce         |
| ---------- | ----------- | -------------- | -------------------------- | ----------------- |
| 13.03.1968 | Odnes       | Bjørn Wirkola  | Lars Grini                 | Jan Olaf Roaldset |
| 11.03.1969 | Odnes       | Jiří Raška     | Bjørn Wirkola              | Rudolf Höhnl      |
| 11.03.1970 | Odnes       | Rudolf Höhnl   | Stanisław Gąsienica-Daniel | Tom Nyberg        |
| 10.03.1971 | Odnes       | Jiří Raška     | Frithjof Prydz             | Jurij Kalinin     |
| 09.03.1972 | Odnes       | Hans Schmid    | Rudolf Wanner              | Lars Grini        |
| 06.03.1974 | Odnes       | Johan Sætre    | Alfred Grosche             | Christer Karlsson |
| 06.03.1975 | Odnes       | Willi Pürstl   | Alfred Grosche             | Johan Sætre       |
| 09.03.1977 | Odnes       | Jurij Iwanow   | Thomas Meisinger           | Matthias Buse     |
| 08.03.1978 | Odnes       | Walter Steiner | Robert Mösching            | Klaus Ostwald     |
| 07.03.1979 | Odnes       | Johan Sætre    | Per Steinar Nordlien       | Ulf Jørgensen     |